# Rudolf Raftl
Rudolf Raftl (7. února 1911, Vídeň – 5. září 1994) byl rakouský fotbalový brankář, který později reprezentoval Německo. Za rakouskou reprezentaci odehrál v letech 1933-1937 celkem 6 zápasů a byl na soupisce Rakouska na MS 1934, kde však nenastoupil v žádném zápase. Po zabrání Rakouska hrál za Německo. Za Německo odehrál celkem šest zápasů, z toho dva na MS 1938.